# Raymond Lambercy
Raymond Lambercy, né le 12 février 1909, est un joueur suisse de basket-ball.